# Alexeï Orlov
Pour les articles homonymes, voir Orlov.
Le comte Alexeï Grigorievitch Orlov, ou Orloff selon la transcription d'avant 1960 (en russe : Алексей Григорьевич Орлов), né le 24 septembre 1737 (5 octobre dans le calendrier grégorien), mort le 24 décembre 1807 (5 janvier 1808 dans le calendrier grégorien) est un aristocrate russe, commandant des forces navales.
Il participa, avec son frère Grigori Orlov, au complot contre Pierre III de Russie, en 1762, qui fut peut-être étranglé par Alexeï Orlov dans des circonstances mystérieuses. Son frère, Fiodor, était haut-procureur du Sénat.
En 1775, à Livourne, sur l'ordre de l'impératrice Catherine II, il enlève la princesse Tarakanova, laquelle prétendait être la fille de l'impératrice Élisabeth Ire et de son amant Alexis Razoumovski.

## Biographie

### Officier
Alexeï Orlov fait partie des plus fidèles partisans de l'impératrice Catherine II. Avec ses frères, il prend une part déterminante au coup d'État qui la porte au trône. C'est probablement lui qui s'est empressé d'informer Catherine de l'arrestation d'un des conspirateurs, Piotr Passek (ru), ce qui a conduit celle-ci à agir immédiatement. En récompense, la nouvelle impératrice le gratifie de 800 serfs, du grade de lieutenant-colonel dans le régiment Préobrajenski, de l'ordre de Saint-Alexandre Nevski, et, conjointement avec ses frères, du village d'Obolenskoïe (Ilinskoïe) dans l'ouïezd de Serpoukhov, avec 2 929 serfs, ainsi que du titre de comte de l'Empire russe. Par la suite, les frères Grigori et Alexeï reçoivent encore d'autres propriétés, et, après avoir échangé l'ensemble contre des villages du domaine de la cour, ils deviennent propriétaires de 9 571 serfs. Grigori Orlov est alors le favori officiel de l'impératrice, et Alexeï exerce par son intermédiaire une grande influence sur les affaires de l'État.
Pendant la guerre russo-turque de 1768-1774, Alexeï Orlov remporte une victoire décisive lors de la bataille de Tchesmé, et participe aux négociations de Focșani, qui sont rompues (selon certains témoignages, en raison de son impatience et de son impétuosité, selon d'autres, parce que les Turcs cherchent à gagner le temps nécessaire pour réarmer et pour préparer une nouvelle offensive),. Il est à partir de 1769 à l'étranger, commandant l'expédition des frères Orlov en Méditerranée. Il participe ensuite au congrès de Bucarest, qui doit discuter des conditions de la paix, mais qui, à nouveau, se termine sans résultat. L'escadre russe arrive à Livourne en 1771, où une base pour la flotte russe a été créée. Orlov continue son action militaire, et se rend de temps en temps à Moscou et à Saint-Pétersbourg. En 1772, après que son frère Grigori a perdu la place de favori, son influence à la cour diminue significativement. Quand Potemkine succède au faible prince Vassiltchikov, elle devient pratiquement nulle. Les ennemis d'Orlov, reprenant immédiatement l'offensive, s'efforcent de s'en débarrasser définitivement. Ils dénoncent à l'impératrice les dangers que représentent pour elle les trois frères, mécontents d'avoir perdu leur influence. Leurs intrigues vont jusqu'à envoyer plusieurs fois à Orlov des provocateurs le poussant à intervenir contre l'impératrice ; ainsi, quelque temps avant l'arrivée de la princesse Tarakanova, une certaine dame de Paros, ne donnant pas son nom dans sa lettre, s'efforce de le pousser à la trahison.

### Éleveur

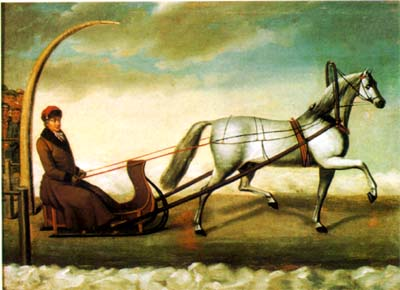
Gravure du XIXe siècle représentant le comte Orlov et son cheval Bars Ier

Le comte Orlov était un grand passionné de chevaux et d'élevage dans ces domaines.
- Il croise en 1777 son étalon arabe avec une jument flamande et obtient ainsi un poulain qu'il nomme Polkan. Celui-ci croisé à son tour, avec une jument flamande noire, donne naissance à Bars Ier, que l'on considère comme le fondateur de la race des trotteurs Orloff.
- Il est aussi à l'origine de la poule Orloff et de la race de chevaux Orlov-Rostopchin.

### Famille
Le comte Orlov épousa la princesse Eudoxie Nikolaïevna Lopoukhine (1761-1786) qui lui donna:
- Anne (1785-1848)
- Ivan (1786-1787)

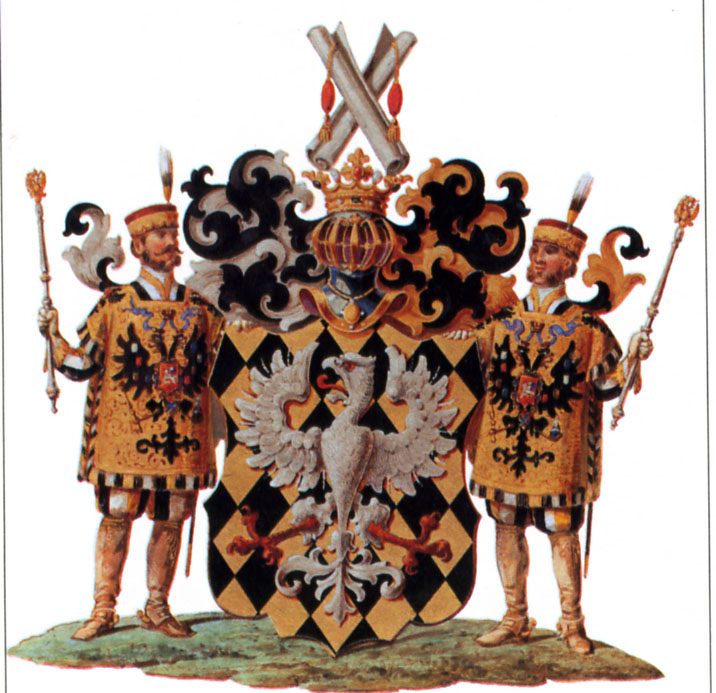
Armoiries de la famille Orlov
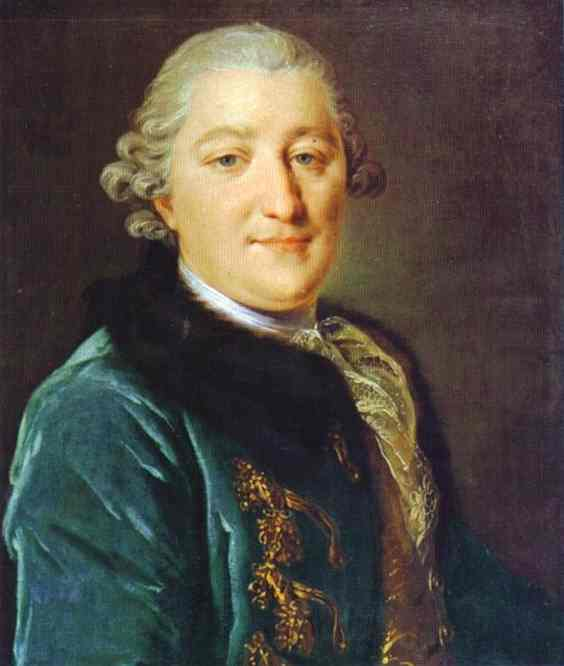
Portrait du comte Ivan Orlov, par Fiodor Rokotov.

## Hommages
L'impératrice Catherine passa commande au peintre Jacob Philipp Hackert de quatre tableaux représentant les exploits d'Alexei Orlov. Le peintre prétendant qu'il ne pouvait pas peindre  un vaisseau sautant en l'air, pour la bonne raison qu'il n'en avait jamais vu, Orlov fit sauter le plus beau navire de sa flotte pour lui donner à voir un bâtiment en feu.
Ce qui équivalait à une perte financière de quatre ou cinq millions, sans compter les risques encourus par les autres navires du port de Livourne. Dumas dit avoir vu ces quatre tableaux dans la salle d'audience du palais de Peterhof.